# 东林八君子
东林八君子，是最初响应顾宪成在东林书院讲学的八位主要执教人，即：顾宪成、顾允成、高攀龙、安希范、刘元珍、钱一本、薛敷教、叶茂才，时称“东林八君子”，亦被视为东林党之核心。

## 特点
八君子皆为常州府人，除钱一本是武进人外，其余七人都是无锡人。八人均是万历四年（1576年）到万历二十三年（1595年）间新进士出身。其中顾允成与钱一本二人，是万历十一年的同科进士，薛敷教、叶茂才、高攀龙三人是万历十七年的同科进士。他们多数出身于中小地主，少数来自中小官吏家庭。

## 影响
八君子发起“东林大会”，制定了《东林会约》，规定每年举行大会一、二次，每月小会一次。在讲学中，八君子时常点评朝政，裁量人物，揭露贪污，反对苛税，抨击阉党，希望挽救国运。东林书院一时成为东南地区的政治文化中心。